# John Brearley
John Brearley (Liverpool, 8 novembre 1875 – Southend-on-Sea, 27 settembre 1944) è stato un calciatore e allenatore di calcio inglese, di ruolo attaccante.

## Carriera

### Club
Fece il proprio debutto professionistico tra le file del Kettering Town, dove rimase dal 1893 al 1897. Dopo altre due parentesi a Notts County e Chatham Town, nel 1899 approdò al Millwall, con cui riuscì a vincere la Southern Football League e a raggiungere le semifinali di FA Cup. Nel 1900 fece ritorno al Notts County, ma dopo appena una stagione venne ceduto al Middlesbrough. È stato successivamente acquistato dall'Everton, con cui mise a segno 8 reti in 24 presenze totali. Nell'estate del 1903 venne prelevato dal Tottenham di John Cameron, con cui timbrò 24 volte in 133 gare ufficiali. Nel maggio del 1907 fu acquistato dal Crystal Palace dove rimase fino al 1909, anno in cui decise di fare ritorno al Millwall.

### Prigionia in Germania
Dopo aver lasciato l'Inghilterra, Brearley approdò in Germania assumendo la guida tecnica del Viktoria Berlino. Durante il suo periodo in panchina, condizionato dallo scoppio della Prima guerra mondiale, fu detenuto presso il campo di internamento di Ruhleben, situato a Berlino. Egli non fu l'unico ex giocatore di successo ad essere rinchiuso in quel campo: assieme a lui vennero internati Frederick Pentland (ex Middlesbrough), Steve Bloomer (ex Derby County), Edwin Dutton (ex Newcastle United militante nella Nazionale tedesca) e lo stesso John Cameron che lo fece acquistare dall'Everton nel 1903. All'interno del campo vennero organizzate svariate competizioni sportive che comprendevano anche delle partite di calcio a cui Brearley, assieme agli altri ex calciatori presenti e ai prigionieri, prese parte personalmente.

## Palmarès

### Giocatore

#### Competizioni regionali
- Northamptonshire Senior Cup: 1

Kettering Town: 1895-1896